# Félix Montes Jort
Pour les articles homonymes, voir Jort (homonymie).
Félix Montes Jort, né le 27 septembre 1958, est un homme politique espagnol membre du PSOE.

## Biographie

### Vie privée
Il est marié et père de deux filles.

### Activités politiques
Il est maire de San Ildefonso de 1991 à 2007.
Le 20 novembre 2011, il est élu sénateur pour Ségovie au Sénat et réélu en 2015 et 2016.